# Pronephrium triphyllum
Pronephrium triphyllum là một loài thực vật có mạch trong họ Thelypteridaceae. Loài này được (Sw.) Holttum miêu tả khoa học đầu tiên năm 1972.